# 칼슨 트윈스
칼슨 트윈스(1978년 12월 24일 ~ )은 미국의 남자 모델이다. 카일 칼슨과 레인 칼슨 형제로 일란성 쌍둥이이다. 미네소타주 스틸워터에서 태어났다.